# Parmena lukati
Parmena lukati là một loài bọ cánh cứng trong họ Cerambycidae.